# Эпонихий
Эпонихий (от др.-греч. ἐπί — «на» и ὀνύχιον, форма ὄνυξ — «ноготь») — живая кожа в основании ногтевой пластины. Хотя большинство людей ошибочно считают его кутикулой.
По мере роста ногтевая пластина отсоединяет нижний слой кожи из-под эпонихия и как бы утаскивает его за собой. Омертвевшие ткани выдвигаются на поверхности растущего ногтя из-под валика живой кожи. Этот тонкий слой кожи и есть кутикула.
Эпонихий нельзя обрезать, в противном случае он будет вырастать ещё больше и огрубевшим, потому что он имеет защитную функцию. Похожий эффект наблюдается при образовании шрамов. Верхняя, видимая часть эпонихия выглядит как обычная, здоровая кожа, а с другой стороны — это нежная ткань.